# Aongstroemia appressa
Aongstroemia appressa är en bladmossart som beskrevs av Georg Ernst Ludwig Hampe och C. Müller 1900. Aongstroemia appressa ingår i släktet Aongstroemia och familjen Dicranaceae. Inga underarter finns listade i Catalogue of Life.